# Irena Turkewycz-Martyneć
Irena Turkewycz-Martyneć (ur. 1899 w Brodach, zm. 1983 w Winnipeg) – ukraińska śpiewaczka operowa, primadonna Opery Lwowskiej, czołowa śpiewaczka wielu teatrów operowych w Europie.

## Wczesne życie

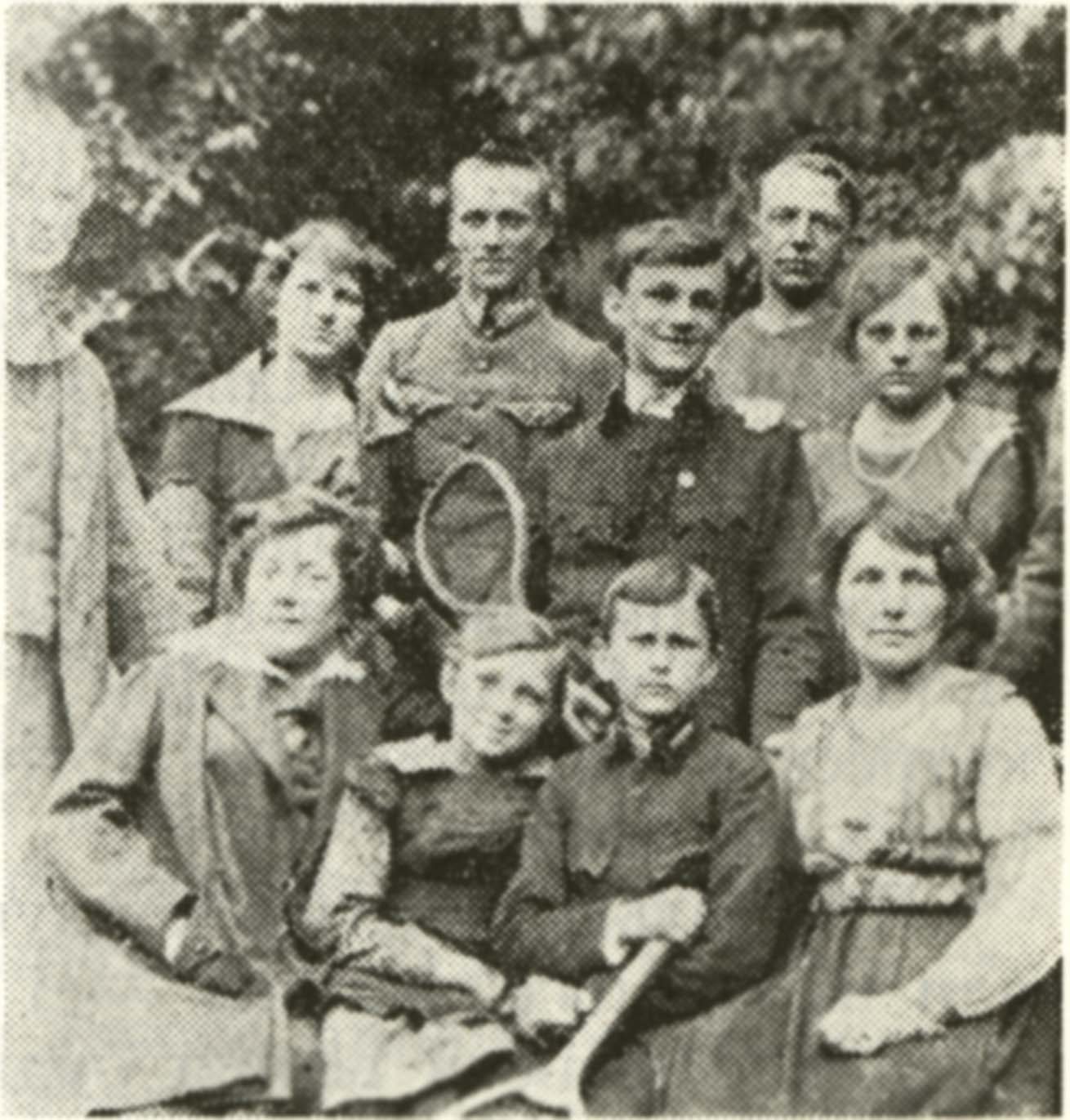
Środkowy rząd (od lewej do prawej): Irena, brat Lew (z rakietą), siostra Stefania, około 1915

Irena Turkewycz urodziła się 25 grudnia 1899 r. w Brodach. Była trzecim dzieckiem greckokatolickiego kapłana, dyrygenta chóralnego, katechety i krytyka muzycznego Iwana Turkewycza i jego żony Sofii zd. Kormosz.
Kiedy miała sześć lat, jej ojciec został katechetą seminarium w Zaleszczykach, otrzymując oddzielny dom położony w pobliżu brzegu Dniestru. Stał się on centrum życia muzycznego miasta, w dużej mierze dzięki Sofii Turkewycz, utalentowanej muzycznie pianistce i jej dzieciom. Od najmłodszych lat Irena wykazywała muzyczne i artystyczne zdolności, uczestniczyła w koncertach na rocznice urodzin i śmierci Tarasa Szewczenki. Pierwszych lekcji muzyki udzielała jej matka, później w ich domu pojawił się profesjonalny nauczyciel.  
W 1911 r. jej ojciec został katechetą II gimnazjum ukraińskiego we Lwowie, a rodzina przeprowadziła się tam na stałe. Irena Turkewycz podjęła naukę w gimnazjum bazylianek, gdzie poza obowiązkowymi zajęciami uczyła się gry fortepianie. Jej nauczycielem teorii muzyki był Stanisław Ludkewycz. Przed rozpoczęciem I wojny światowej rodzina wyjechała do Wiednia, gdzie pozostawała do 1916 r. W kościele św. Barbary ojciec Ireny prowadził chór, który był wówczas jednym z największych i najlepszych ukraińskich chórów kościelnych w Europie. Po powrocie do Lwowa Irena kontynuowała naukę w szkole bazylianek.

## Nauka
Była studentką Wydziału Prawa Uniwersytetu Lwowskiego, Wyższego Instytutu Muzycznego im. Mykoły Łysenki (pod kierunkiem profesorów Flem-Płomenskiego i Zaremby) oraz szkoły teatralnej (w klasie profesorów Kozłowskiego i Bohdana Kryżanowskiego).  Działalność koncertową rozpoczęła w 1923 roku jako solistka lwowskiego chóru "Banduryst".
Na scenie operowej zadebiutowała w partii Maženki w Sprzedanej narzeczonej Bedřicha Smetany, w inscenizacji Josefa Stadnika w teatrze "Ukraińska Rozmowa" z okazji 100. rocznicy urodzin kompozytora.  21 czerwca 1929 r. wystąpiła na scenie Lwowskiego Teatru Opery i Baletu, w inscenizacji opery Fidelio Ludwiga van Beethovena, w której wystąpili uczniowie starszych lat Konserwatorium Lwowskiego pod kierunkiem nauczyciela Adama Soltisa. W recenzji gazety "Diło" z 22 czerwca 1929 r. jej występ opisywano z zachwytem.
Wykazała się również talentem aktorki dramatycznej.  Pisarz Zynowij Knysz w swoich wspomnieniach o muzycznym życiu Lwowa pisze, że w 1929 r. zorganizowała w domu ojca koło teatralne i wystawiła spektakle "Grzech" Wołodymyra Wynnyczenki i "Mgła Iwanowych nocy" Hermanna Zudermanna Wiosną 1930 r. dała pierwszy koncert solowy, wykonując arię Gorysławy z opery Rusłan i Ludmiła, Cio-Cio-san z opery Madame Butterfly oraz kilka romansów i ukraińskich pieśni ludowych.
W tym samym roku wyjechała do Berlina (mieszkała tam jej siostra Stefania) i przez trzy lata studiowała w Hochschule für Musik u prof. Weissborna, który pracował z takimi studentami jak Dietrich Fischer-Dieskau.  Studiowała w Państwowej Operze w Berlinie i ukończyła dramaturgię w Hochschule für Musik.
W 1933 r. przeniosła się do Pragi, gdzie jej siostra Stefania uczyła gry na fortepianie i akompaniowała w Praskim Konserwatorium. Brała lekcje śpiewu w Konserwatorium w Pradze i śpiewała w Operze w Pradze.

## Kariera artystyczna
Irena wyszła za mąż za polityka Wołodymyra Martyncia, działacza Ukraińskiej Organizacji Wojskowej, a następnie Organizacji Ukraińskich Nacjonalistów. Przez dwanaście lat małżeństwo zmieniało miejsce zamieszkania wraz z kolejnymi przeprowadzkami śpiewaczki. Latem 1942 r. Irena wraz z mężem wróciła do okupowanego przez hitlerowców Lwowa i przyjęła propozycję objęcia stanowiska solistki Lwowskiego Teatru Opery i Baletu. W latach 1942–1944 wykonywała następujące role: 
| Opera                | Kompozytor             | Rola       |
| -------------------- | ---------------------- | ---------- |
| Zaporożec za Dunajem | Semen Hułak-Artemowski | Oksana     |
| Kateryna             | Mykoła Arkas           | Mаmа       |
| Halka                | Stanisław Moniuszko    | Halka      |
| Faust                | Charles Gounod         | Małgorzata |
| Carmen               | Georges Bizet          | Micaëla    |
| Traviata             | Giuseppe Verdi         | Violetta   |
| Manon                | Jules Massenet         | Manon      |
| Tosca                | Giacomo Puccini        | Tosca      |
| Dama pikowa          | Piotr Czajkowski       | Liza       |

Latem 1943 r. Irena wraz z koloraturową sopranistką Niną Szewczenką i barytonem Michałem Olchowem odbyła trasę koncertową po miastach i wioskach Galicji.  Jej głos był często słyszany w Radiu Lwowskim. Wiosną 1944 r. Irena Turkewycz-Martyneć i grupa lwowskich artystów operowych wyjechali do Niemiec - na tydzień przed przybyciem Armii Radzieckiej.
W Niemczech była liderem zespołów operowych "Duma" w Karlsbad (Baden) i "Orlik" w Berchtesgaden (Niemcy), wykonując z nimi m.in. "Natałkę Połtawkę" i "Topielicę", fantastyczno-liryczną operę Mykoły Łysenki na podstawie opowiadania Nikołaja Gogola "Noc majowa" ze zbioru "Wieczory na chutorze w pobliżu Dykańki". 28 stycznia 1946 r. Irena wstąpiła do organizacji "Stowarzyszenie Ukraińskich Artystów Sceny", utworzonej w obozie dla przesiedleńców, położonym niedaleko Augsburga.

## Na emigracji w Kanadzie
W 1949 r. Irena wyemigrowała do Kanady i osiadła w Winnipeg. Jej mąż objął stanowisko redaktora gazety "Nowa droga", a Irena została członkiem zespołu teatru "Renesans".
W 1960 roku Irena bardzo aktywnie współpracowała z dziecięcą operą w Winnipeg w Kanadyjsko-Ukraińskim Instytucie "Proswita" przy Pritchard Avenue i Arlington Street w północnej dzielnicy miasta. Kierowany przez nią zespół w 1964 r. wystawił operę Mykoły Łysenki "Koza-dereza", a rok później operę "Snihowa krala". Obydwie inscenizacje odbyły się w Pantages Playhouse w Winnipeg. W 1967 roku zespół wystąpił ze spektaklem "Koza-Dereza" na międzynarodowej wystawie międzynarodowej (Expo-67) na stulecie Kanady.
7 października 1977 r. Ukraiński Kongres Kanadyjski nadał Irenie Turkewycz-Martynec Medal Tarasa Szewczenki.
Zmarła 5 lipca 1983 r. w Winnipeg.  